# Beau Schneider
Beau Benjamin Schneider (L'Aia, 12 luglio 1988) è un attore olandese.
Noto soprattutto per il ruolo di Tim Loderus nella soap opera di RTL 4 Goede tijden, slechte tijden e per il suo ruolo di Thorsten Veldkamp in SpangaS.

## Biografia
Schneider è figlio dell'attore Eric Schneider (1934) e dell'attrice Will van Kralingen (1951-2012).
Ha un fratello maggiore, Olivier. Schneider è imparentato, da parte di padre, con lo scrittore e diplomatico Carel Jan Schneider e, da parte di madre, con la cantante Miranda van Kralingen.
Schneider è il figliastro del produttore teatrale Pim Wallis de Vries.
Seguendo la stessa carriera artistica dei suoi genitori diventa molto noto, soprattutto tra i giovani, per il suo ruolo di "Thorsten Veldkamp" nella soap per giovani SpangaS (un ruolo che ha interpretato per due stagioni).
Dopo aver completato la scuola di recitazione nel 2012,  Schneider ha interpretato "Tim Loderus" nella soap opera Goede tijden, slechte tijden. In un'intervista rilasciata a Peter van der Vorst nel maggio 2013, Schneider ha affermato di aver già fatto la revisione nel 2005 per il ruolo di "Fos Fischer" e tre anni dopo per il ruolo di Dex Huygens. Questi ruoli sono stati assegnati a Jeffrey Hamilton ed Emiel Sandtke.
A causa della morte della madre, alla fine del 2012, è stato sostituito da Ayal East, per una settimana, in GTST.
Nel 2016 sarà sul grande schermo, nel ruolo della spia "Simon Floret" nel film Master spy- una spia per amico, del regista Pieter van Rijn.
Il film è stato premiato, a livello internazionale, come miglior film per bambini al Giffoni Film Festival di Napoli.
Dal 22 settembre al 31 dicembre 2013, Schneider recita insieme al padre al Lifelong Theatre in Una vita nel teatro con l'adattamento di David Mamet.
Dal 17 agosto al 19 ottobre 2016, Schneider ha interpretato Eyes Wide Shut, un testo di Jibbe Willems a Toneelgroep Maastricht.
Da dicembre 2017 Schneider sarà nella parte di protagonista nell'adattamento teatrale di Hendrik Groen dall'omonimo bestseller di Bos Theaterproducties.
Da febbraio 2019 può essere visto nel video Let's be honest.